# Арнегард (Північна Дакота)
Арнегард (англ. Arnegard) — місто (англ. city) в США, в окрузі Маккензі штату Північна Дакота. Населення — 282 особи (2020).

## Географія
Арнегард розташований за координатами 47°48′30″ пн. ш. 103°26′19″ зх. д. / 47.80833° пн. ш. 103.43861° зх. д. (47.808394, -103.438747).  За даними Бюро перепису населення США в 2010 році місто мало площу 0,66 км², уся площа — суходіл.

## Демографія
Згідно з переписом 2010 року, у місті мешкало 115 осіб у 47 домогосподарствах у складі 31 родини. Густота населення становила 175 осіб/км².  Було 59 помешкань (90/км²).
Расовий склад населення:
| - 97,4 % — білих - 0,9 % — корінних американців |

До двох чи більше рас належало 1,7 %. Частка іспаномовних становила 1,7 % від усіх жителів.
За віковим діапазоном населення розподілялося таким чином: 28,7 % — особи молодші 18 років, 60,9 % — особи у віці 18—64 років, 10,4 % — особи у віці 65 років та старші. Медіана віку мешканця становила 41,3 року. На 100 осіб жіночої статі у місті припадало 139,6 чоловіків;  на 100 жінок у віці від 18 років та старших — 127,8 чоловіків також старших 18 років.
За межею бідності перебувало 26,1 % осіб, у тому числі 0,0 % дітей у віці до 18 років та 42,9 % осіб у віці 65 років та старших.
Цивільне працевлаштоване населення становило 65 осіб. Основні галузі зайнятості: транспорт — 36,9 %, сільське господарство, лісництво, риболовля — 27,7 %, мистецтво, розваги та відпочинок — 18,5 %, виробництво — 10,8 %.